# Khaled Hanafy
Khaled Hanafy ist der Vorsitzende des Rates der Imame und Gelehrten in Deutschland. Er ist auch der Dekan des  Europäischen Instituts für Humanwissenschaften in Deutschland e. V. (EIHW). Zuvor war er Dozent für Usul al-Fiqh an der Azhar-Universität in Kairo, die als einer der größten und einflussreichsten islamischen Universitäten weltweit gilt. Seine Dissertation hat Khaled Hanafy in Usul Alfiqh und im Speziellen im Fiqh von Omar ibn Chattab geschrieben. Hier zeigte er in über 700 Seiten auf, wie Omar ibn Chattab damals den Idschtihad angewendet hatte.
Laut dem Landesamt für Verfassungsschutz Sachsen ist Hanafy nicht nur als Berater für die der islamistischen Muslimbrüderschaft (MB) zugerechneten IGD tätig, sondern übt noch weitere leitende Funktionen in Organisationen aus, die der MB bzw. der IGD zugeordnet werden, etwa im „Rat der Imame und Gelehrten in Deutschland“ e. V. (RIGD) und für das „Europäische Institut für Humanwissenschaften“.
Er ist stellvertretender Generalsekretär im Europäischen Rat für Fatwa und Forschung (ECFR) mit Sitz in Dublin.
In Deutschland lebt Khaled Hanafy in Frankfurt a. M.